# 江東区立第二亀戸中学校
江東区立第二亀戸中学校（こうとうくりつだいにかめいどちゅうがっこう）は東京都の東部に所在する公立中学校。 通称は「にかめちゅう」。

## 概要
1954年に亀戸中学校内に開設され、同年11月5日に新校舎が落成し開校式が行われた。その後1966年に二代目の校舎に改築され、1994年にプール体育館の改築、2014年に三代目の校舎が改築されている。

## 環境
学区域は江東区亀戸4丁目・5丁目・8丁目で、東西南北を旧中川、明治通り、京葉道路、北十間川に囲まれた地域である。 
JR総武線亀戸駅と東武線亀戸水神駅が学区域にあるが、本校は亀戸の繁華街からは最も離れた静かな環境にある。
小学校は学区域に2校あり、私立に行く者を除いて水神小学校からは全員が、香取小学校からは4丁目が本校に進学し、3丁目が第三亀戸中学校に進学する。

## 給食
本校給食調理室において専門業者により調理された、あたたかい給食が提供されている。

## 部活動
文化部
- 吹奏楽部
- 美術部
- 演劇部
- 連珠（れんじゅ）・オセロ部

運動部
- 野球部
- テニス部
- バスケットボール部
- バレーボール部

## 交通・アクセス
- JR総武線各駅停車にて亀戸駅下車、東口改札から徒歩15分
- 東武亀戸線亀戸水神駅下車、徒歩5分